# Gabriel Ludwig Johann von Amsberg
Gabriel Ludwig Johann von Amsberg (geboren Amtsberg), (Wismar, 28 maart 1822 - Schwerin, 14 november 1899) was een Duitse edelman en de betovergrootvader van koning Willem-Alexander der Nederlanden.
Amsberg werd geboren als zoon van de niet-adellijke Joachim Karl Theodor von Amsberg (1777-1842) en Anna Ilsabe Sabine Bernitt (1790-1846). Zijn grootvader gebruikte in 1795 voor het eerst de achternaam Amtsberg. Gabriel klom in het Mecklenburgse leger op tot generaal-majoor. Hij liet de t uit zijn achternaam vallen, en kreeg in 1891 bevestiging van het adelspredikaat von waardoor hij en zijn nageslacht tot de ongetitelde Duitse adel gingen behoren. Amsberg trouwde op 10 februari 1855 met Marie von Passow (1831-1904). Uit dit huwelijk werd onder andere geboren Wilhelm von Amsberg (1856-1929), grootvader van prins Claus en daarmee overgrootvader van koning Willem-Alexander.